# Barrage de Tichrine
Pour les articles homonymes, voir Tichrine.
Le barrage de Tichrine est un barrage de Syrie situé à 2 km à l'est de la ville de Tichrine en Syrie. Il a été construit en amont du barrage de Tabqa et du barrage d’al-Baath sur l'Euphrate. Comme les autres barrages de la vallée de l'Euphrate, sa construction entraine l'engloutissement de nombreux sites archéologiques (El Kowm) dont certains ont fait l'objet de fouilles de sauvegarde.
Lors de la guerre civile syrienne, le barrage est pris par le rebelles le 26 novembre 2012, puis tombe sous le contrôle de l'État islamique en 2014, avant d'être repris par une coalition arabo-kurde, les Forces démocratiques syriennes (FDS), fin décembre 2015